# 2004
2004 (MMIV) var ett skottår som började en torsdag i den gregorianska kalendern.

## Händelser

### Januari
- 1 januari
  - Resanderansonen för övriga EU-länder försvinner. Från dessa länder får man nu föra in hur mycket vin och sprit man vill i Sverige.
  - Den svenska överbefälhavaren ersätts av chef för försvaret.
  - Ylöjärvi och Pudasjärvi i Finland får stadsstatus.
  - Sverige inför lag på att alla bussar, utom de som tillverkats för tätortstrafik, skall utrustas med säkerhetsbälte på alla platser, och bältena skall användas där de finns[1].
- 3 januari – 148 personer omkommer när ett flygplan havererar i Röda havet.
- 4 januari – En ny grundlag röstas igenom i Afghanistan, den är ett viktigt steg mot demokrati.
- 5 januari – Ett toppmöte hålls mellan Indien och Pakistan, det första på tre år, där det diskuteras hur man ska nå en fredlig lösning på konflikterna i Kashmir.
- 7 januari – 25-åringen Mijailo Mijailović erkänner mordet på Sveriges utrikesminister Anna Lindh.
- 8 januari – Drottning Elizabeth II av Storbritannien döper i Southampton världens genom tiderna största passagerarfartyg, lyxkryssningsfartyget Queen Mary 2.
- 8 januari – En 57-årig man hittas vid liv, tretton dagar efter ett jordskalv i staden Bam.
- 10 januari – Alexandra Fossmo mördas i Knutby i Sverige. Mordet leder fram till den oerhört uppmärksammade Knutbyrättegången.
- 16 januari – Dubbelmordet på Hallandsåsen
- 18 januari
  - 25 personer dör och ca 130 skadas vid ett bilbombsattentat mot USA-alliansens högkvarter i centrala Bagdad.
  - Tre fångar lyckas rymma från Kumlaanstalten med hjälp av en repstege, en bultsax och några kumpaner med en flyktbil.
- 22 januari – EU-medlemsländerna förbjuder import av fågelkött från Thailand på grund av fågelinfluensan.
- 25 januari – NASA:s marslandare Opportunity landar på planeten Mars.

### Februari

Facebook grundades.

- 2 februari – En byggnad i Konya, Turkiet, kollapsar, varvid 92 personer omkommer.
- 4 februari – Facebook startar.
- 12 februari – I tidningen New Scientist publiceras upptäckten av världens äldsta insekt som är inkapslad i ett bärnstensstycke som är 400 miljoner år gammalt.
- 15 februari – I Moskva rasar taket på ett äventyrsbad, varvid 25 personer omkommer och över 100 skadas.
- 18 februari – Ett tåg exploderar i Iran, varvid 320 personer omkommer.
- 23 februari – En våldsam brand utbryter i ett indiskt rymdfartscentrum, varvid sex personer omkommer och tre skadas.
- 23 februari – USA skickar säkerhetsstyrkor till Port-au-Prince, Haiti, där ett uppror pågår [2].
  - Sydvästra Tyskland, östra Frankrike och Schweiz skakas av ett jordskalv med styrka 5,1 på Richterskalan.
- 24 februari – Över 600 människor dödas i ett marockansk jordskalv som uppmäts till 6,1 på Richterskalan.
- 25 februari – Förhandlingarna om Nordkoreas atomprogram återupptas mellan USA, Syd- och Nordkorea, Japan och Kina.
- 29 februari
  - USA skickar soldater till Port-au-Prince, Haiti, redo för strid [2]. Samtidigt intar rebellerna Port-au-Prince, och president Jean-Bertrand Aristide flyr Haiti med hjälp av amerikanska soldater.
  - Den 76:e oscarsgalan hålls i Kodak Theater i Kalifornien, USA

### Mars

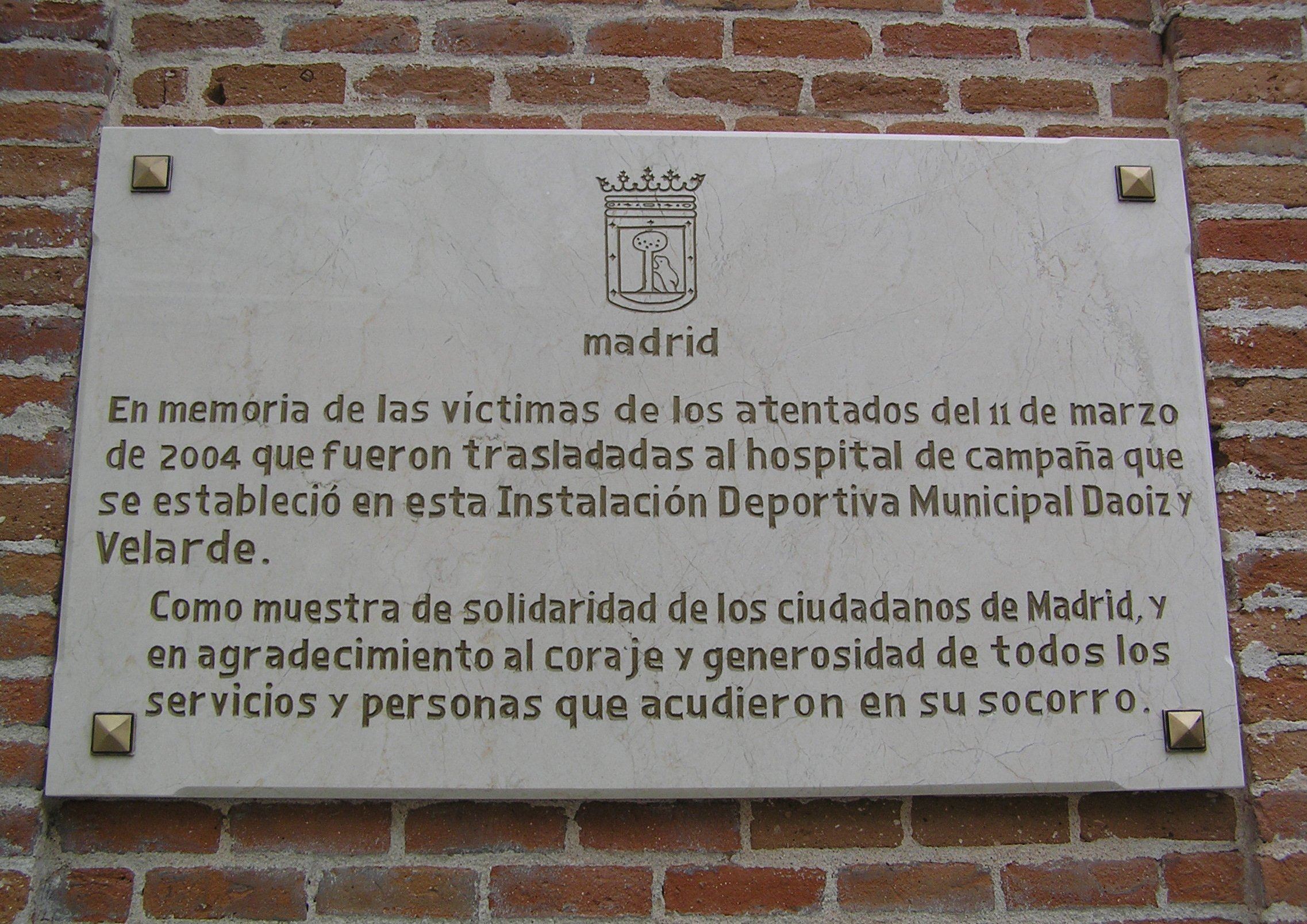
Bombdåden i Madrid.

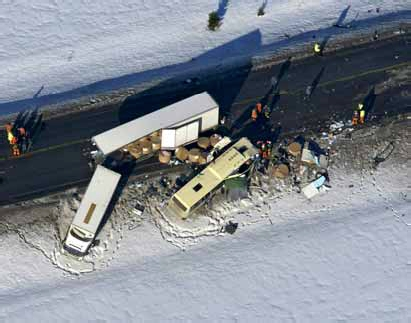
Bussolyckan i Äänekoski

- 1 mars – Alkoholskatten sänks med 40 procent i Finland.
- 2 mars – Ashurabombningarna i Irak 2004
- 3/4 mars – Planeten Jupiter står i opposition. Går upp i öster en halv timme efter solens nedgång.
- 5 mars – Världens äldste man, spanjoren Joan Ruidavets Moll dör 114 år gammal på ön Menorca.
- 6 mars – På ett drivande isflak i Grönlandshavet blir tolv ryska polarforskare strandsatta efter att deras forskningsstation förstörts. Ryska regeringen startar genast en räddningsaktion med två helikoptrar Mil Mi-8 och den större Mil Mi-24.
- 7 mars
  - I Madagaskar blir nästan 100 000 människor hemlösa efter att en tropisk virvelstorm dragit fram.
  - Ny demokrati vinner parlamentsvalet i Grekland.
- 8 mars – I Italien införs förbud mot spermadonationer och nedfrusna ägg. Italien har därmed Europas strängaste lagstiftning när det gäller konstgjord befruktning.
- 9 mars – Brittiska regeringen tillåter odling av genmodifierad majs till djurfoder.
- 11 mars – En  terroristattack utförs i Madrid, Spanien. Flera tåg i rusningstrafik sprängs och sammanlagt 201 personer omkommer.
- 14 mars – Vladimir Putin omväljs som president i Ryssland.
- 14 mars – Ett parlamentsval i Spanien slutar med ett regeringsskifte. Den nya regeringen lovar att som första åtagande ta hem de spanska styrkorna från Irak.
- 18 mars – Den svenska DC-3:a som sköts ner av sovjetiskt flyg över Östersjön den 13 juni 1952 bärgas.
- 19 mars - Bussolyckan i Äänekoski
- 20 mars – USA:s president George W. Bush presenterar en rapport om kriget mot terrorismen, samt om Haiti och Bosnien och Hercegovina och meddelar att antiterrorist-aktivitet pågår i Georgien, Djibouti, Kenya, Etiopien, Jemen och  Eritrea [2].
- 20 mars – Lena Philipsson vinner svenska Melodifestivalen med låten Det gör ont. Melodin blev även Trackslistans mest framgångsrika låt det året.
- 23 mars – Mijailo Mijailović döms till livstids fängelse.
- 29 mars – Irland inför rökförbud i alla offentliga miljöer inomhus, inklusive landets cirka 30 000 pubar.
- 29 mars – Militäralliansen NATO utvidgas med de sju nya medlemsländerna Bulgarien, Estland, Lettland, Litauen, Rumänien, Slovakien och Slovenien.[3]

### April

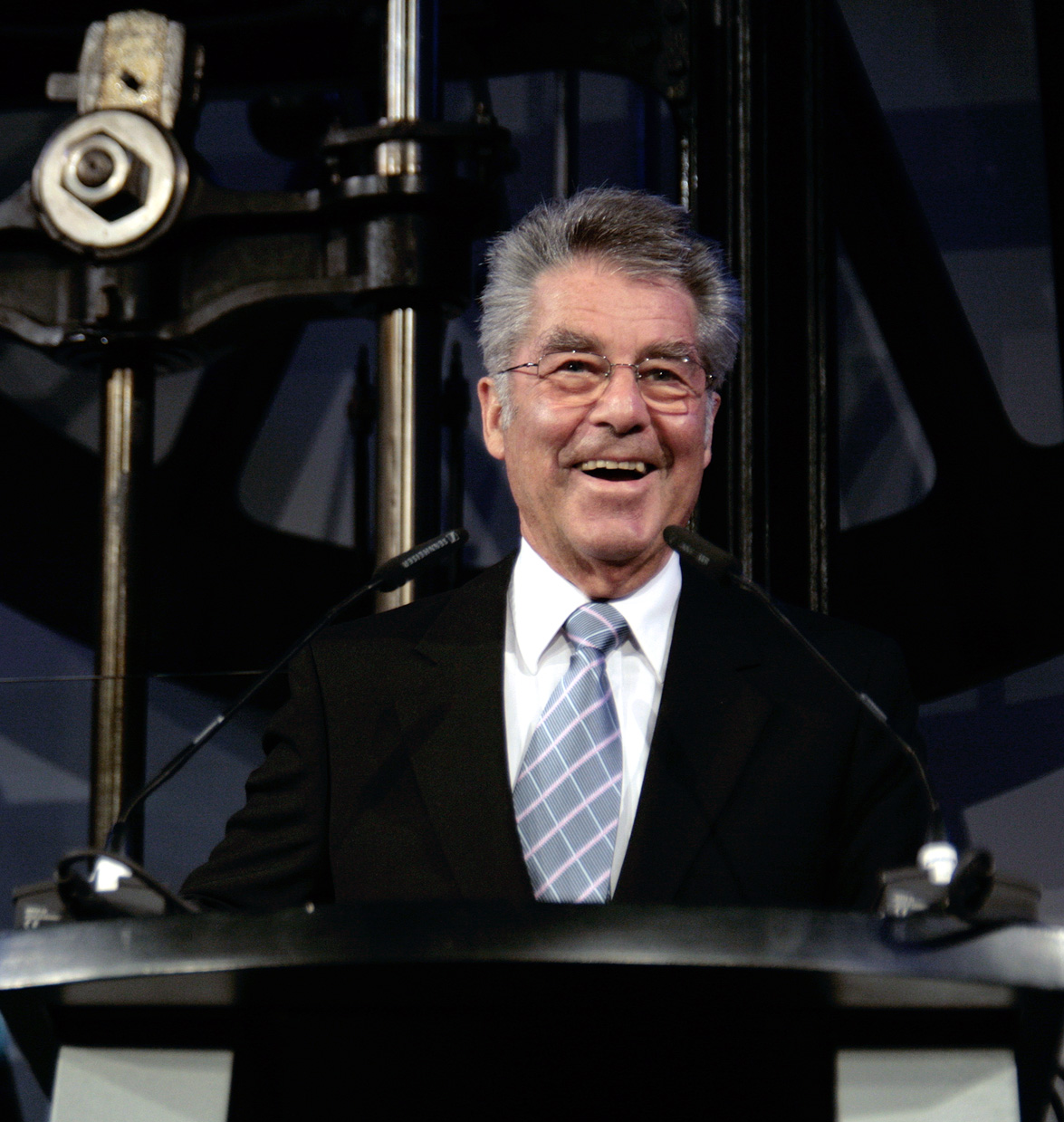
Heinz Fischer blir Österrikes president.

- 1 april – Afghanistan får löften vid en internationell framtidskonferens i Berlin i Tyskland om bistånd på 8,2 US-miljarder dollar till och med 2006. Sverige är en av de större bidragsgivarna med 1,3 miljarder kronor mellan 2002–2005.
- 2 april – Fjortonåriga Gina DeJesus försvinner spårlöst i Cleveland USA när hon är på väg hem från skolan. Hon hittas nio år senare vid liv.
- 3 april – Göran Hägglund efterträder Alf Svensson som partiledare för svenska kristdemokraterna.
- 8 april – Abdelaziz Bouteflika blir omvald som president i Algeriet.
- 10 april, Tove Fraurud väljs till förbundsordförande i Ung Vänster
- 15 april – Ett nytt svenskt ROT-avdrag införs i Sverige.
- 17 april – Ivan Gašparovič blir Slovakiens president.
- 18 april – TV-kanalen TV4 Film har premiär.
- 22 april
  - Frankrikes sista kolgruva stängs.
  - Två tåg kolliderar och exploderar i Nordkorea, varvid 161 personer omkommer.
- 25 april – Heinz Fischer vinner presidentvalet i Österrike.

### Maj
- Maj – Val till Lok Sabha, Indiens parlament, Kongresspartiet blir största parti och bildar regering.

Europeiska unionen utvidgas österut.

- 1 maj – EU får tio nya medlemsstater: Cypern, Estland, Lettland, Litauen, Malta, Polen, Slovakien, Slovenien, Tjeckien och Ungern.
- 2 maj – Martín Torrijos väljs till president i Panama.
- 9 maj – Tjetjeniens president Achmat Kadyrov dödas av en bomb i Groznyj.
- 12 maj
  - Sveriges riksdag beslutar med 245 röster mot 45 om rökförbud på restauranger, pubar och kaféer från och med 1 juni 2005.
  - En video där en amerikansk civilist halshuggs av irakiska rebeller dyker upp.
- 14 maj – Kronprins Frederik av Danmark gifter sig med Mary Elizabeth Donaldson från Australien.
- 18 maj – Stämningen mot det svenska försäkringsbolaget Skandia på ca 2 miljarder svenska kronor dras tillbaka av Föreningen Grupptalan mot Skandia på grund av att Skandia Livs vd Urban Bäckström anlitat en advokat att informera alla inklusive pensionssparare om utvecklingen i en skiljemålsdom som Bäckström startat mot moderbolaget.
- 23 maj – En terminal på flygplatsen Charles de Gaulle rasar in, varvid minst sex personer dödas.
- 24 maj – MySQL utses till Årets IT-företag.[4]
- 29 maj – al-Khubar-massakern 2004

### Juni
- 1 juni

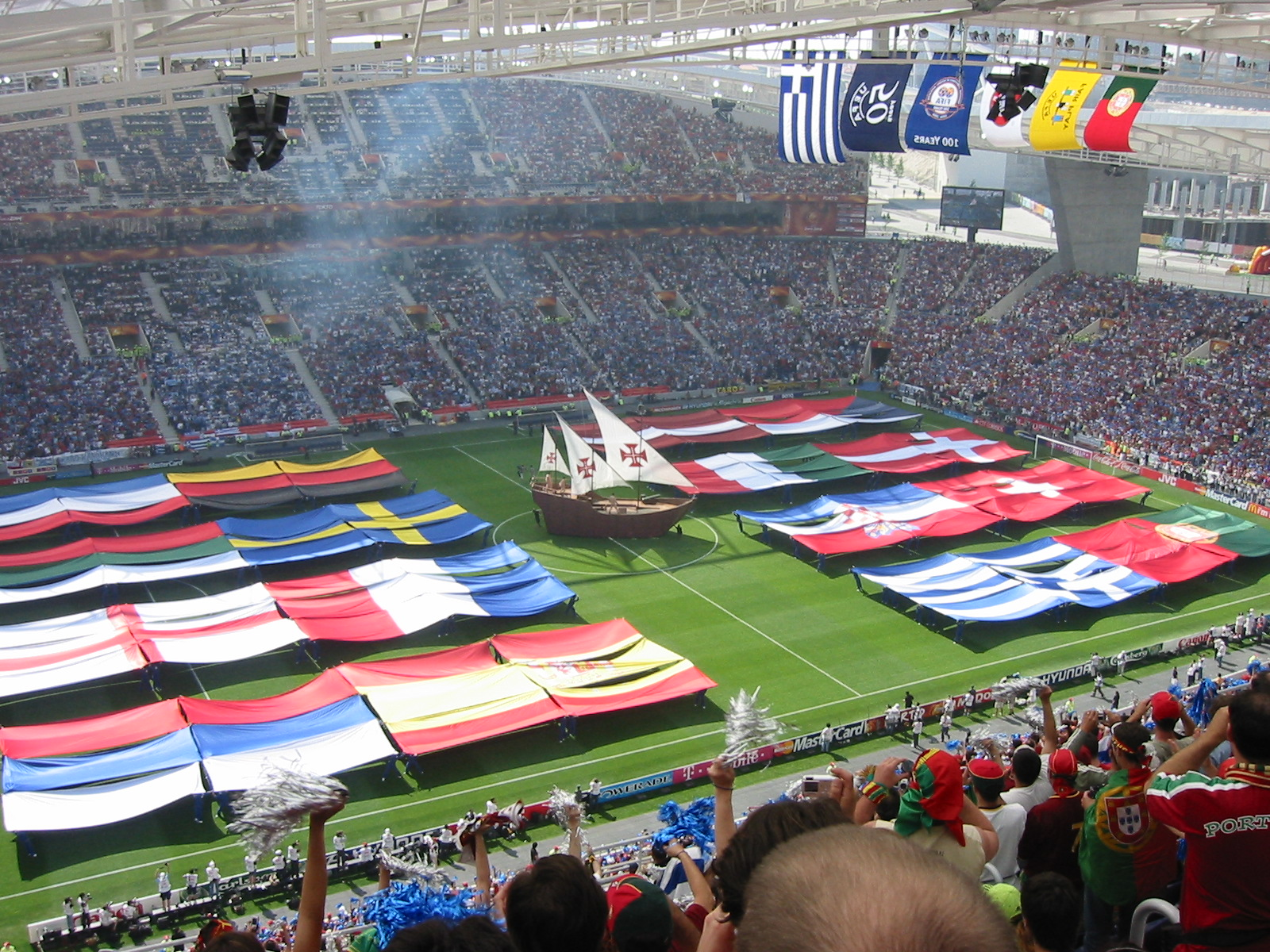
Öppningsceremonin vid Europamästerskapet i fotboll 2004.

  - Rökförbud införs på alla restauranger, barer och kaféer i Norge.
  - Iraks styrande råd upphör och Ghazi al-Yawer utses till statschef i landet.
- 2 juni
  - Jennifer Hawkins från Australien blir vald till Miss Universum.
  - Islands president Ólafur Ragnar Grímsson lägger in sitt veto mot en föreslagen massmedielag som ogillas starkt av befolkningen.
- 5 juni – HSB Malmö får förnyat förtroende vid en extrastämma för bygget av den 190 meter höga 54-våningsskrapan Turning Torso i Malmö hamn. Bygget var planerat att kosta 728 milj. kronor men vid detta datum hade projektet gått back med 800 milj. kronor.
- 6 juni – 60-årsjubileet av Dagen D firas. För första gången får även Tyskland vara med vid Normandie.
- 8 juni – Planeten Venus passerar över solskivan (en så kallad Venuspassage). Förra gången det inträffade var 1882.
- 9 juni
  - Kalle Anka fyller 70 år.
  - Brian Williamson mördas.
- 11 juni – Himlakroppen Pluto i opposition.
- 12 juni–4 juli – Europamästerskapet i fotboll hålls i Portugal. Grekland vinner finalen med 1-0 mot Portugal.
- 13 juni – Val till Europaparlamentet hålls i Sverige.
- 18 juni – Planeten Merkurius i övre konjunktion.
- 21 juni – SpaceShipOne, den första privata rymdfarkosten, lämnar jorden under tre minuter.
- 22 juni – Marc Dutroux, belgisk kidnappare, våldtäktsman och flickmördare, döms till livstids fängelse.
- 28 juni
  - Rättegång mot Mijailo Mijailovic inleds i Svea hovrätt efter att han överklagat Stockholms tingsrätts dom, livstids fängelse för mord.
  - USA-alliansen överlämnar makten till den irakiska interimsregeringen.
- 29 juni – EU:s stats- och regeringschefer utser Portugals premiärminister José Manuel Durão Barroso till ny ordförande för Europeiska kommissionen.

### Juli
- 1 juli
  - Det svenska Patent- och registreringsverket delas upp i två verk, Patent- och registreringsverket och Bolagsverket.
  - Före detta senatorn John Danforth blir USA:s FN-ambassadör.
  - Rymdfarkosten Cassini-Huygens går in i bana runt planeten Saturnus.
  - Saddam Hussein och hans elva närmaste män ställs inför en irakisk domstol.
- 2 juli – Unesco beslutar att radiostationen i Grimeton utanför Varberg i Halland i Sverige skall vara ett världsarv.
- 4 juli
  - Grekland vinner fotbolls-EM i Portugal.
  - Bygget av Freedom Tower påbörjas i New York.
- 5 juli – Jorden vid aphelium.
- 7 juli – Doris Day får ta emot Frihetsmedaljen, USA:s förnämsta civila utmärkelse, av president George W. Bush.
- 8 juli
  - Den svenske medborgaren Mehdi Ghezali frisläpps av amerikanerna efter att ha suttit fängslad på Guantanamobasen i 930 dagar utan rättegång.
  - Heinz Fischer tillträder som president i Österrike.
- 16 juli – Tim Berners-Lee, mannen bakom WWW och en stor del av Internets framgång, blir dubbad till riddare av drottning Elizabeth II av Storbritannien.
- 23 juli – Den berömda bron Stari most i Mostar återinvigs efter återuppbyggnad.
- 28 juli – Fyra grova brottslingar, Tony Olsson, Daniel Maiorana, Alfred Sansiviero och Mahmoud Amaya, rymmer från Hallanstalten i Södertälje.
- 30 juli – Uppsala tingsrätt tillkännager sin dom i Knutbyrättegången: "Pastorn" Helge Fossmo döms till livstids fängelse för anstiftan till mord. "Barnflickan" Sara Svensson döms till rättspsykiatrisk vård.
- Juli – Regn och översvämningar i Asien, framför allt i Bangladesh, Nepal och norra Indien, leder till att omkring 51 miljoner människor blir hemlösa.

### Augusti
- 3 augusti – Rymdsonden MESSENGER skjuts upp från Cape Canaveral AFS.
- 4 augusti – Tre interner fritas från Norrtäljeanstalten av tre maskerade och beväpnade män.
- 5 augusti – Planeten Neptunus står i opposition.
- 7 augusti – Planeten Mars är vid aphelium.
- 12 augusti
  - Sveriges befolkning passerar niomiljonersstrecket 14:58.
  - Sveriges största biografkedja, Svensk Filmindustri, köper landets näst största kedja, Sandrews.

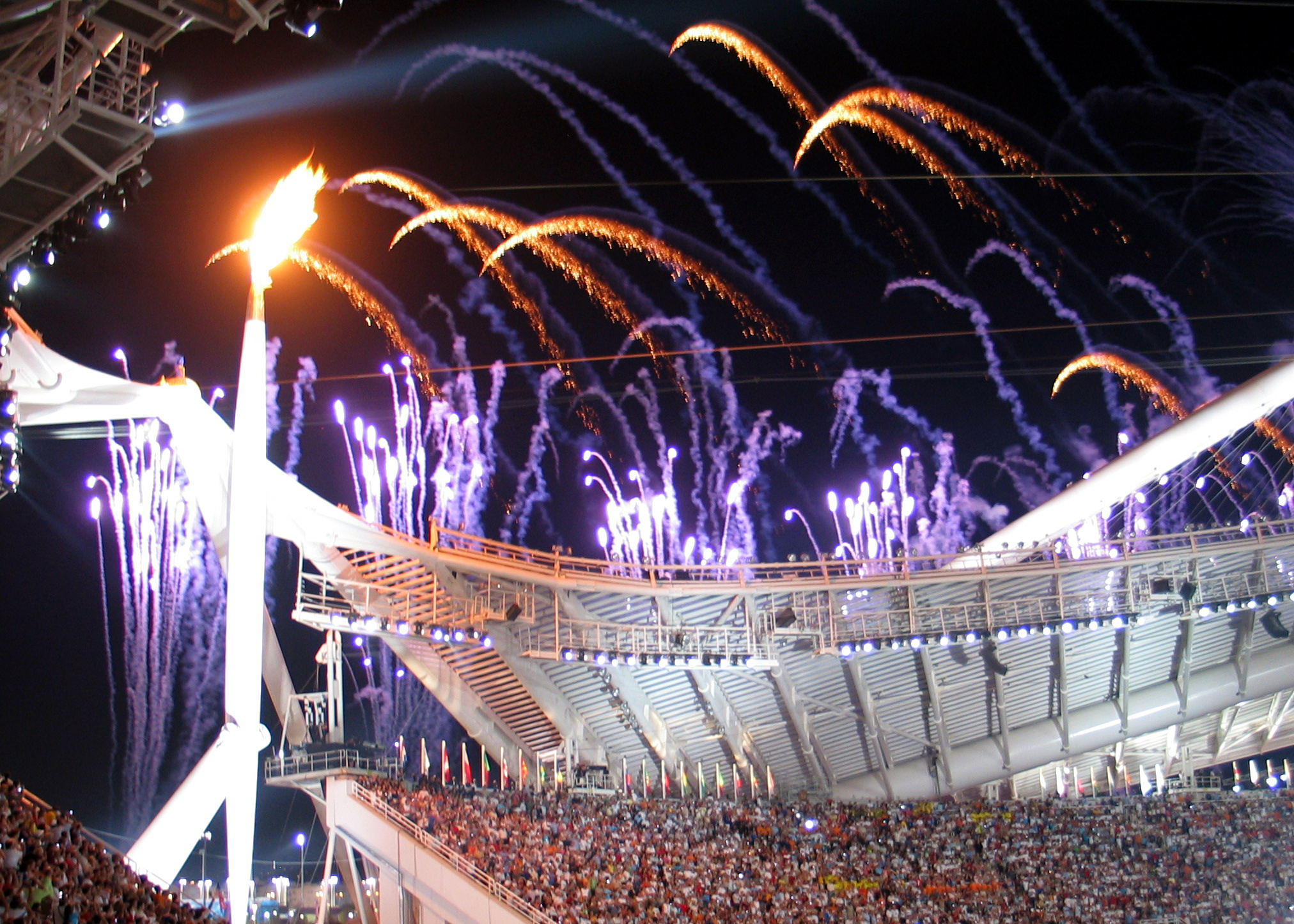
Olympiska sommarspelen i Aten

- 13–29 augusti – Olympiska sommarspelen avgörs i Aten.
- 21 augusti – Göteborg firar 400-årsdagen av stadens första bosättning.
- 22 augusti – Tavlan Skriet stjäls av rånare och försvinner.
- 23 augusti – Stadsparken, Örebro utses till Sveriges vackraste park.

### September

Gisslandramat i Beslan

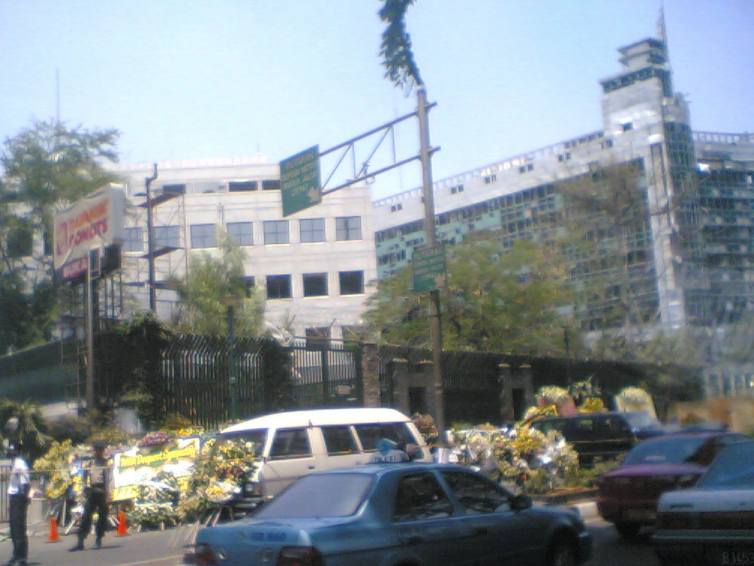
Bombdåd mot Australiens ambassad i Jakarta.

- 1 september – Tjetjenska terrorister tar på läsårets första skoldag över 1 000 skolbarn, föräldrar och personal som gisslan på en skola i Beslan i Nordossetien.
- 3 september – Gisslandramat får en blodig upplösning.
- 4 september – Vikingaskeppet Havhingsten fra Glendalough sjösätts i Roskilde.
- 9 september – Minst nio personer omkommer och 182 skadas i ett bombdåd i Australiens ambassad i Jakarta.
- 10 september – Ett kustpilentåg kolliderar med en lastbil utanför Nosaby. De båda lokförarna dödas och 47 människor skadas i tågolyckan i Nosaby.
- 11 september – En helikopter havererar i Egeiska havet av okänd anledning, och sexton höga representanter för Ortodoxa kyrkan i Alexandria dör, däribland Patriark Petrus VII av Alexandria.
- 15 september – Mars står i konjunktion med solen.
- 16 september – Danska hovet meddelar att prins Joachim och hans hustru, prinsessan Alexandra, separerar. Den första kungliga skilsmässan i Danmark på 150 år är därmed ett faktum.
- 20 september – Sveriges statsminister Göran Persson får vid en ceremoni i New York motta World Statesman Award.
- 21 september
  - En jordbävning som mäter 5,2 på richterskalan drabbar ryska Kaliningrad.
  - Jupiter står i konjunktion med solen.
  - Byggandet av världens högsta torn, Burj Khalifa, påbörjas.
- 28 september – En jordbävning med magnituden 6,0 på Richterskalan inträffar i Parkfield, Kalifornien.
- 30 september - första foto levande Jättebläckfisk[5] (Architeuthis), utanför Ogasawaraöarna, nordvästra Stilla havet.

### Oktober
- 8 oktober – En ny motorväg på E4 förbi Örkelljunga och Skånes Fagerhult öppnas för trafik.
- 14 oktober – Partiell solförmörkelse inträffar.
- 19 oktober – En åttaårig pojke och en 56-årig kvinna knivmördas i Linköping av en okänd gärningsman.
- 24 oktober – Södra länken, en motorväg i Nacka och Stockholm, invigs.
- 27 oktober – Upptäckten av den nya människoarten Homo floresiensis publiceras. Arten var bara en meter hög och levde fortfarande på den indonesiska ön Flores för cirka 18 000 år sedan.
- 28 oktober – Det Kvindelige Velgørende Selskab i Danmark upplöses.[6]
- 29 oktober –  al-Jazira släpper ett videoband med Osama bin Laden, där han tar på sig ansvaret för attackerna den 11 september.

### November

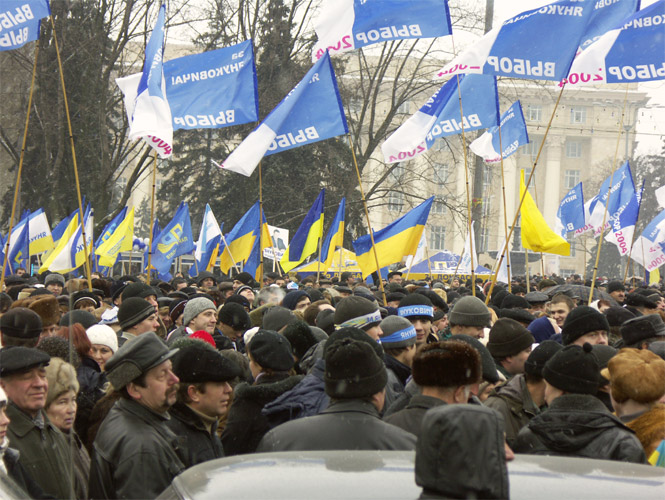
Orangea revolutionen

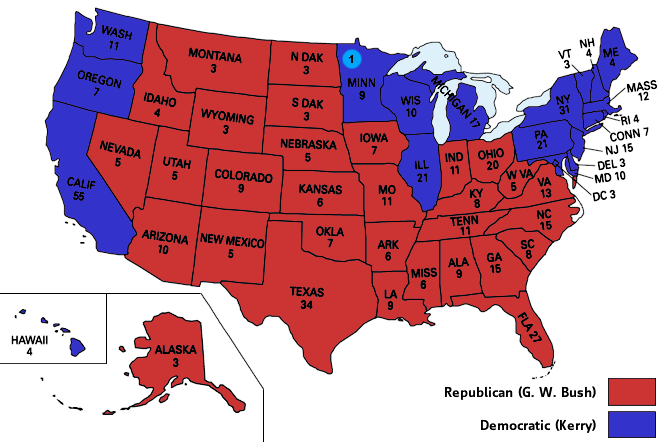
Presidentval i USA.

- 2 november – Republikanen George W. Bush besegrar demokraten John Kerry vid presidentvalet i USA och blir därmed omvald som USA:s president.
- 7 november – En amerikansk offensiv mot rebellfästet Falluja i Irak inleds.
- 12 november – Svea hovrätt fastställer domen i Knutbyrättegången med samma utslag som i tingsrätten.
- 15 november – Colombia drabbas av en jordbävning som mäter 7,2 på Richterskalan.
- 21 november – Vid presidentval i Ukraina utropas Viktor Janukovytj till segrare, men valfusk har förekommit och högsta domstolen underkänner resultatet
- 25 november – Den svenska kronan noteras till 0,148 USD (6,75 SEK/USD), vilket är den starkaste noteringen sedan november 1996.

### December
- 13 december – Traian Băsescu vinner presidentvalet i Rumänien.
- 16 december – En partiuppgörelse sluts mellan Socialdemokraterna, Miljöpartiet och Vänsterpartiet om det svenska försvaret, vilket innebär sista steget från invasionsförsvar till insatsförsvar.

- 26 december

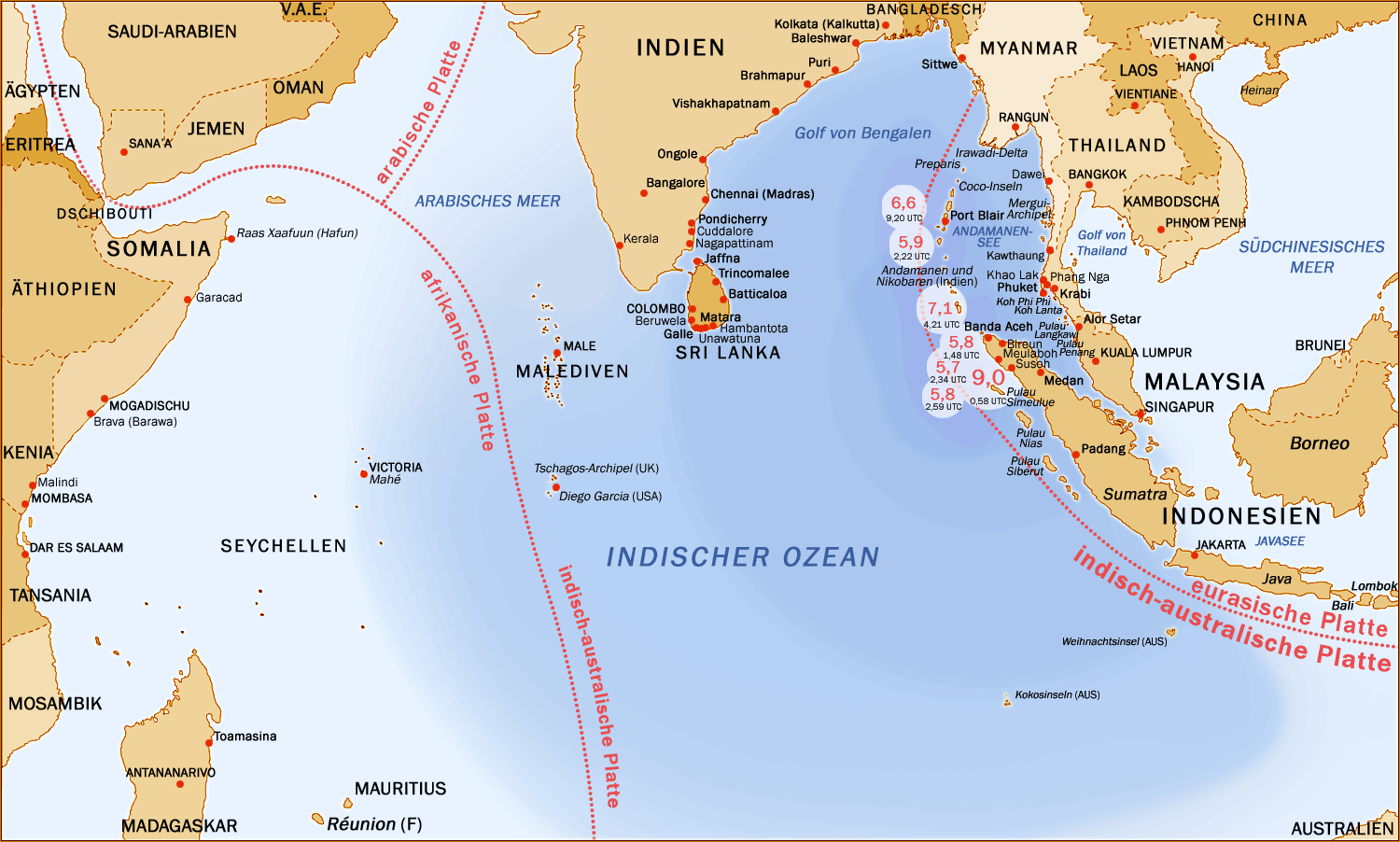
Jordbävning i Indiska oceanen

  - En jordbävning i Indiska oceanen med en efterföljande tsunamivåg orsakar minst 300 000 människors död, däribland många svenskar, som turistar i länderna runt oceanen. Runt 1,1 miljoner människor blir hemlösa.[7]. De drabbade länderna är Indonesien, Sri Lanka. Thailand, Indien och Myanmar, och jordbävningen är enligt US Geological Survey den jordbävning som orsakat flest dödsfall sedan 830 000 personer omkom i Shansi, Kina 1556 [8].
  - Viktor Jusjtjenko vinner presidentvalet i Ukraina.
- 27 december – Ukrainas transportminister hittas död i närheten av sitt hem.

### Okänt datum
- I Sverige flyttar skolmyndigheten specialpedagogiska institutet över till institutets lokaler på campus Konradsberg på Kungsholmen i Stockholm.

## Födda

### Januari
- 21 januari – Ingrid Alexandra av Norge, dotter till kronprins Haakon Magnus av Norge och Mette-Marit av Norge.

### Februari
- 19 februari – Millie Bobby Brown, brittisk skådespelare.

### Mars
- 8 mars – Kit Connor, brittisk skådespelare.
- 13 mars – Cori Gauff, amerikansk tennisspelare.
- 30 mars – Manar Maged, egyptisk flicka som led av craniopagus parasiticus.

### April
- 9 april – Thomas Simons, brittisk YouTube-kändis.

### Maj
- 1 maj – Charli D'Amelio, amerikansk Tiktok-kändis.

### Juni
- 19 juni – Millie Gibson, brittisk skådespelare.
- 23 juni – Mana Ashida, japansk skådespelare.

### Augusti
- 5 augusti – Gavi, spansk fotbollsspelare.

### September
- 7 september – Kacper Urbański, polsk fotbollsspelare.

### Oktober
- 3 oktober – Noah Schnapp, amerikansk skådespelare.
- 12 oktober – Melwin Lycke Holm, svensk höjdhoppare.

## Avlidna

### Första kvartalet
- 1 januari – Mikko Juva, 85, ärkebiskop i Evangelisk-lutherska kyrkan i Finland 1978–1982.
- 5 januari – Ewert Karlsson, EWK, tecknare.
- 7 januari – Ingrid Thulin, svensk skådespelare.
- 13 januari – Harold Shipman, brittisk läkare och seriemördare.
- 16 januari – Kalevi Sorsa, finländsk politiker.
- 17 januari
  - Czesław Niemen, 64, polsk sångare.
  - Tom Rowe, musiker.
- 22 januari – Ann Miller, amerikansk skådespelare, sångerska och dansare.
- 23 januari – Lennart Strand, 82, svensk medeldistanslöpare.
- 25 januari
  - Miklós Fehér, 24, ungersk fotbollsspelare.
  - Karin Ygberg, svensk operettsångerska.
- 26 januari – Svenolov Ehrén, svensk konstnär.
- 27 januari – Wiange Törnkvist, svensk skådespelare.
- 29 januari
  - Janet Frame, nyzeeländsk författare.
  - Bo Sehlberg, svensk journalist, fotograf och chefredaktör.
- 2 februari
  - Alan Bullock, brittisk historiker (Adolf Hitler – en studie i tyranni).
  - Siri Olson, svensk skådespelare, sångerska och dansös.
- 3 februari – Keve Hjelm, 81, svensk skådespelare och regissör.
- 13 februari – Zelimchan Jandarbijev, tjetjensk ex-president.
- 14 februari – Marco Pantani, italiensk tävlingscyklist.
- 15 februari – Hasse Ekman, 88, svensk skådespelare och regissör.
- 16 februari – Jens Evensen, norsk havsrättsminister.
- 19 februari
  - Lakke Magnusson, svensk skådespelare.
  - Doris Troy, amerikansk soulsångerska.
- 21 februari – Stig Svensson, legendarisk ledare i Östers IF.
- 23 februari
  - Sikander Bakht, indisk politiker.
  - Don Cornell, amerikansk sångare.
  - Neil Ardley, engelsk författare och jazzmusiker.
- 25 februari – Elna Hallenberg Næss, norsk skådespelare.
- 26 februari
  - Shankarrao Chavan, indisk politiker.
  - Adolf Ehrnrooth, finländsk krigsveteran, general av infanteriet.
  - Boris Trajkovski, makedonisk president.
- 28 februari – Daniel Boorstin, amerikansk historiker, advokat och författare.
- 2 mars
  - Berndt Egerbladh, svensk TV-profil och musiker.
  - Mercedes McCambridge, amerikansk skådespelare.
- 6 mars – Frances Dee, amerikansk skådespelare.
- 10 mars
  - Ulla-Carin Lindquist, 50, svensk SVT- och Rapport-medarbetare.
  - Olle Adolphson, 69, svensk kompositör och trubadur.
- 13 mars – Franz König, österrikisk kardinal.
- 16 mars – Jan Frank, 56, svensk militär.
- 18 mars – Richard Marner, brittisk skådespelare.
- 20 mars – Juliana av Nederländerna, 94, nederländsk drottningmoder.
- 22 mars
  - Schejk Ahmad Yassin, grundare av Hamas.
  - Per-Olov Ahrén, svensk biskop.
- 28 mars – Peter Ustinov, 83, brittisk skådespelare.
- 30 mars – Gunnar Johnson, svensk jazzbasist.

### Andra kvartalet
- 4 april
  - Hans Bergström, svensk regissör och skådespelare.
  - Nikita Bogoslovskij, rysk kompositör.
- 17 april – Abd al-Aziz al-Rantissi, en av Hamas ledare.
- 19 april
  - Philip Locke, brittisk skådespelare.
  - Per Verner-Carlsson, svensk regissör.
- 21 april – Karl Hass, tysk SS-officer.
- 24 april – Estée Lauder, amerikansk kosmetikaföretagare.
- 29 april – Stig Synnergren, 89, svensk general, Sveriges överbefälhavare 1970–1978.
- 9 maj
  - Brenda Fassie, sydafrikansk popmusiker.
  - Achmat Kadyrov, tjetjensk president.
- 10 maj – Orvar Bergmark, svensk fotbollsspelare och bandyspelare.
- 17 maj – Izz al-Din Salim, ordföranden i det irakiska styrande rådet.
- 18 maj
  - Elvin Jones, amerikansk jazztrumslagare.
  - Jørgen Nash, dansk författare, konstnär och rebell.
- 19 maj – E.K. Nayanar, indisk politiker.
- 24 maj – Victor Martyn, svensk illusionist.
- 27 maj – Umberto Agnelli, italiensk industriman, chef för Fiat.
- 29 maj – Archibald Cox, amerikansk åklagare.
- 31 maj – Lennart Hirschfeldt, svensk journalist
- 1 juni – Randi Brænne, norsk skådespelare.
- 3 juni – Sulamith Messerer, rysk ballerina.
- 5 juni
  - Claude Marchant, amerikansk-svensk koreograf och dansare.
  - Ronald Reagan, 93, amerikansk skådespelare och politiker, USA:s president 1981–1989.
  - Bengt Öste, 77, svensk journalist och nyhetsankare.
- 9 juni – Antonio Sousa Franco, portugisisk före detta finansminister och presidentkandidat.
- 12 juni – Bassam Qubba, irakisk vice utrikesminister.
- 13 juni – John Hedlund, svensk evangelist, journalist och författare ("korstågspastorn", "nalenpastorn").
- 16 juni – Thanom Kittikachorn, thailändsk militär 1963-1973, premiärminister.
- 17 juni
  - Jacek Kuron, polsk historiker, publicist och politiker.
  - Sara Lidman, 80, svensk författare.
- 18 juni – Abd al-Aziz al-Muqrin, saudisk al-Qaidaledare.
- 19 juni – Nikolai Gyrenko, rysk rasistexpert.
- 20 juni – Nabil al-Sahrawi, algerisk islamistledare.
- 21 juni – Leonel Brizola, brasiliansk politiker, ledare för Demokratiska arbetarpartiet.

### Tredje kvartalet

#### Juli
- 1 juli – Marlon Brando, 80, amerikansk skådespelare.
- 3 juli – Vivianna Torun Bülow-Hübe, svensk silversmed.
- 5 juli – Pierre Fränckel, svensk skådespelare, regissör, producent och teaterchef.
- 6 juli – Thomas Klestil, österrikisk president.
- 8 juli – Sven Thunman, före detta ishockeyspelare i Södertälje SK.
- 9 juli – John Walton, sportchef Minardi.
- 11 juli – Carl-Ivar Nilsson, svensk skådespelare.
- 12 juli – Gunnar Brusewitz, svensk konstnär och författare.
- 13 juli
  - Pierre Fränckel, svensk skådespelare och regissör.
  - Arthur "Killer" Kane, basist i punkbandet New York Dolls.
- 15 juli
  - Martin Ardbo, f.d. Boforschef.
  - Charles Sweeney, amerikansk bombplanspilot.
- 16 juli – George Busbee, amerikansk demokratisk politiker, guvernör i Georgia 1975–1983.
- 17 juli – Robert E. Smylie, amerikansk republikansk politiker, guvernör i Idaho 1955–1967.
- 21 juli
  - Jerry Goldsmith, amerikansk filmmusikkompositör.
  - Edward B. Lewis, amerikansk genetiker, nobelpristagare i medicin 1995.
- 26 juli
  - Göran Karlsson, svensk affärsman, Gekås grundare.
  - Carl Lidbom, 78, svensk socialdemokratisk politiker, handelsminister 1975–1976, ambassadör i Paris 1982—1992.
- 28 juli
  - Sir Francis Crick, brittisk forskare, DNA-spiralens upptäckare.
  - Irvin Shortess Yeaworth Jr., amerikansk filmregissör.
- 30 juli
  - Vivica Bandler, finländsk teaterregissör, manusförfattare och teaterchef.
  - György Vízvári, ungersk vattenpolospelare.
- 31 juli – Laura Betti, italiensk filmskådespelare.

#### Augusti
- 1 augusti – Willy Maria Lundberg, svensk journalist.
- 2 augusti
  - Gunnar Grandin, svensk militär.
  - Henri Cartier-Bresson, fransk fotograf.
- 4 augusti – Eivor Landström, svensk skådespelare och teaterkonsulent.
- 6 augusti
  - Walter Jagbrant, svensk bandyprofil.
  - Rick James, amerikansk funkmusiker.
- 8 augusti – Fay Wray, kanadensisk-amerikansk skådespelare.
- 11 augusti – Bjarne Andersson, svensk längdåkare.
- 13 augusti
  - Humayun Azad, bangladeshisk författare.
  - Shane Ballard, amerikansk skådespelare och kompositör, medlem av bandet Facetious 1998–2002
- 14 augusti – Czesław Miłosz, polsk författare och nobelpristagare.
- 15 augusti
  - Sune Bergström, svensk biokemist, professor, nobelpristagare.
  - Amarsinh Chaudhary, indisk politiker.
- 16 augusti – Ivan Hlinka, tjeckisk ishockeyspelare, förbundskapten i ishockey.
- 18 augusti
  - Elmer Bernstein, amerikansk kompositör och arrangör av filmmusik.
  - Hiram Fong, amerikansk republikansk politiker, senator 1959–1977.
- 22 augusti
  - Al Dvorin, Elvis Presley-presentatör.
  - Ota Šik, tjeckisk nationalekonom och politiker.
- 23 augusti – Carl Fredrik Meinander, 87, finländsk arkeolog.
- 25 augusti – Anna Kristina Kallin, svensk skådespelare och sångerska.
- 26 augusti
  - Lasse Larsson, keyboardist i dansbandet Streaplers.
  - Laura Branigan, amerikansk sångerska.
- 30 augusti – Fred L. Whipple, amerikansk astronom.
- 31 augusti – Carl Wayne, brittisk popsångare.

#### September
- 2 september – Billy Davis, amerikansk låtskrivare och skivproducent.
- 7 september
  - Lennart Lindberg, svensk skådespelare.
  - Eberhard Gwinner, tysk ornitolog.
- 8 september
  - Richard Butler, amerikansk extremistledare.
  - Bror Mellberg, svensk fotbollsspelare och affärsman.
  - Ulf Schenkmanis, svensk radio- och TV-programledare.
  - Frank Thomas, amerikansk animationsregissör, animatör och manusförfattare.
- 10 september
  - Brock Adams, amerikansk demokratisk politiker.
  - Ernie Ball, 74, amerikansk gitarrsträngmakare.
- 11 september
  - Fred Ebb, amerikansk sångtextförfattare, manusförfattare, kompositör och filmproducent.
  - Patriark Petrus VII av Alexandria, 55, grekisk-ortodox patriark av Alexandria.
- 14 september – Ove Sprogøe, dansk skådespelare.
- 15 september
  - Johnny Ramone, amerikansk musiker.
  - Gunilla Söderström, svensk operasångerska.
- 16 september – Izora Armstead, amerikansk popartist.
- 17 september – Margareta Wadstein, svensk DO.
- 18 september
  - Norman F. Cantor, amerikansk medeltidshistoriker.
  - Russ Meyer, amerikansk regissör, producent, fotograf och manusförfattare.
  - Marvin Mitchelson, amerikansk skilsmässoadvokat i Hollywood.
- 19 september
  - Eddie Adams, 71, amerikansk fotojournalist.
  - Skeeter Davis, amerikansk countrysångerska.
  - Ellis Marsalis Sr, 96, amerikansk medborgarrättskämpe.
  - Line Østvold, 25, norsk snowboardåkare.
- 20 september – Brian Clough, engelsk fotbollsspelare och manager.
- 23 september – Roy Drusky, 74, amerikansk countryartist.
- 24 september – Françoise Sagan, 69, fransk författare.
- 25 september – Marvin Davis, 79, amerikansk oljemagnat.
- 26 september – Natik Hashim, 44, irakisk fotbollsspelare och -tränare.
- 28 september – Scott Muni, 74, amerikansk radioman.
- 29 september
  - Christer Pettersson, 57, huvudmisstänkt för Palmemordet.
  - Heinz Wallberg, 81, tysk dirigent.

### Fjärde kvartalet

#### Oktober
- 1 oktober – Richard Avedon, 81, amerikansk fotograf.
- 3 oktober – Janet Leigh, 77, amerikansk skådespelare.
- 4 oktober – Gordon Cooper, 77, amerikansk astronaut.
- 5 oktober
  - Rodney Dangerfield, amerikansk skådespelare och ståuppkomiker.
  - Bashir ad-Dabbash, 38, Islamiska jihads högste ledare (mördad).
- 6 oktober – Johnny A Kelley, 97, amerikansk löparlegend.
- 7 oktober – Gun Arvidsson, svensk skådespelare, teaterregissör och teaterpedagog.
- 8 oktober
  - Jacques Derrida, 74, fransk filosof.
  - Malcolm Summers, 80, ögonvittne till mordet på John F. Kennedy.
- 9 oktober – Apoena Meireles, 55, brasiliansk urbefolkningsexpert .
- 10 oktober – Christopher Reeve, 52, amerikansk skådespelare.
- 16 oktober – Pierre Salinger, 79, amerikansk journalist, presidenterna John F. Kennedys och Lyndon B. Johnsons pressekreterare.
- 18 oktober – Koose Muniswamy Virappan, 60, indisk bandit (mördad).
- 19 oktober – Paul Nitze, 97, amerikansk statsman.
- 23 oktober – Robert Merrill, 85, amerikansk operasångare.
- 24 oktober
  - James A Hickey, 84, amerikansk kardinal.
  - Håkan Ahlström, 43, svensk musiker och låtskrivare.
- 25 oktober – John Peel, brittisk discjockey och radioman.
- 27 oktober – Leif Hedenberg, svensk skådespelare och regissör.
- 29 oktober – Prinsessan Alice, 102, brittisk kunglighet, Drottning Elizabeth II:s ingifta faster.

#### November
- 1 november – Lord Hanson, 82, brittisk industriman.
- 1 november – Mac Dre, 34, amerikansk rappare (mördad).
- 2 november – Theo van Gogh, 47, nederländsk filmskapare (mördad).
- 3 november – Sergei Zholtok, 31, lettisk ishockeyspelare.
- 6 november – Claudinei Resende, 26, brasiliansk fotbollsspelare (mördad).
- 7 november
  - Lars Hillersberg, 67, svensk konstnär.
  - Howard Keel, 85, amerikansk musikalartist.
- 9 november
  - Emlyn Hughes, 57, engelsk fotbollsspelare.
  - Stieg Larsson, 50, svensk journalist och författare, chefredaktör för Expo och en av stiftelsens grundare.
- 11 november – Yassir Arafat, 75, palestinsk ledare och politiker.
- 13 november
  - Ol' Dirty Bastard, eg. Russell Jones, amerikansk rappare, medlem i Wu-Tang Clan.
  - Harry Lampert, 88, amerikansk serietecknare och författare.
- 17 november
  - Gerty Bernadotte af Wisborg, 94, grevinna.
  - Mikael Ljungberg, 34, svensk brottare (självmord).
  - Alexander Ragulin, 63, sovjetisk ishockeyspelare.
- 18 november
  - Robert Bacher, amerikansk kärnfysiker.
  - Cy Coleman, 75, amerikansk jazzmusiker och musikalkompositör.
- 19 november – Terry Melcher, 62, amerikansk kompositör, låtskrivare och producent.
- 23 november – Lars-Magnus Lindgren, svensk regissör och manusförfattare.
- 24 november – Larry Brown, 53, amerikansk författare.
- 25 november
  - Arthur Hailey, 84, bahamansk författare.
  - Ed Paschke, 65, amerikansk konstnär.
- 26 november – Philippe de Broca, fransk regissör och manusförfattare.
- 27 november – Gunder Hägg, 85, svensk löparlegend.
- 28 november
  - Marianne Nielsen, svensk skådespelare.
  - Enok Sarri, samisk väderspåman.
- 29 november – John Drew Barrymore, 72, amerikansk skådespelare.

#### December
- 1 december – Bernhard av Nederländerna, 93, prins.
- 2 december
  - Bertil Perrolf, 87, svensk radioman.
  - Alicia Markova, brittisk ballerina.
- 3 december – Anders Thunborg, 70, svensk socialdemokratisk politiker, försvarsminister 1983–1985 och FN-ambassadör 1977–1983.
- 7 december – Carlos Meza, 26, colombiansk boxare.
- 8 december – Dimebag Darrell, 38, amerikansk gitarrist i Damageplan och forna Pantera (mördad).
- 9 december – Jerry Scoggins, 93, amerikansk countrysångare.
- 11 december – José Luis Cuciuffo, 43, argentinsk fotbollsspelare.
- 12 december – Herbert Dreilich, 62, tysk rockmusiker (sångare och gitarrist i Karat).
- 13 december – Tom Turesson, 62, svensk fotbollsspelare.
- 14 december – Fernando Poe Jr, 65, filippinsk filmstjärna, politiker och presidentkandidat 2004.
- 16 december – Agnes Martin, amerikansk konstnär inom minimalismen.
- 19 december
  - Herbert C Brown, amerikansk nobelpristagare i kemi.
  - Renata Tebaldi, italiensk sopran.
  - Abdul Tebazalwa, ugandisk boxare.
- 21 december – Lennart Bernadotte, 95, greve av Wisborg.
- 23 december – Lena Malmsjö, svensk dansare, produktionsledare och rektor.
- 25 december – Nripen Chakroborthy, indisk politiker.
- 26 december
  - Charles Biederman, amerikansk konstnär.
  - Kristina Fröjmark, svensk dokusåpadeltagare.
  - Mieszko Talarczyk, svensk sångare i rockbandet Nasum.
  - Otto Rydbeck, svensk advokat.
  - Sir Angus Ogilvy, make till prinsessan Alexandra av Storbritannien.
- 27 december
  - Kenneth Rosén, svensk fotbollstränare, Gefle IF.
  - Hank Garland, amerikansk gitarrist.
- 28 december
  - Susan Sontag, amerikansk författare.
  - Jerry Orbach, amerikansk skådespelare.
- 30 december – Artie Shaw, amerikansk jazzmusiker, kompositör och orkesterledare.

## Nobelpris[9]
- Fysik
  - David J Gross, USA
  - H David Politzer, USA
  - Frank Wilczek, USA
- Kemi
  - Aaron Ciechanover, Israel
  - Avram Hershko, Israel
  - Irwin Rose, USA
- Medicin
  - Richard Axel, USA
  - Linda B Buck, USA
- Litteratur – Elfriede Jelinek, Österrike
- Fred – Wangari Maathai, Kenya
- Ekonomi
  - Finn E. Kydland, Norge
  - Edward C. Prescott, USA

### Fotnoter
1. ↑  4 kap. 10 § samma förordning (1998:1276)
2. 1 2 3  Grimmett, Richard F. (5 oktober 2004). ”Instances of Use of United States Armed Forces Abroad, 1798 – 2004”. Naval History and Heritage Command. https://www.history.navy.mil/research/library/online-reading-room/title-list-alphabetically/i/use-of-armed-forces-abroad-1798-2004.html.
3. ↑  ”Bush välkomnade nya NATO-medlemmar” (på svenska). Sveriges Radio. 30 mars 2004. https://sverigesradio.se/artikel/391679. Läst 11 juli 2022.
4. ↑  ”MySQL blev årets it-företag - Ny teknik”. 24 maj 2004. Arkiverad från originalet den 15 augusti 2010. https://web.archive.org/web/20100815062442/http://www.nyteknik.se/nyheter/it_telekom/allmant/article30897.ece. Läst 2 november 2009.
5. ↑   Live Giant Squid, SciAm /scientificamerican.com (läst 10 juni 2025)
6. ↑  ”Kristeligt Dagblad”. 29 oktober 2004. Arkiverad från originalet den 31 oktober 2013. https://web.archive.org/web/20131031080904/http://www.kristeligt-dagblad.dk/artikel/97029:Kultur--For-lang-og-tro-tjeneste. Läst 26 september 2011.
7. ↑  ”Most Destructive Known Earthquakes on Record in the World”. Arkiverad från originalet den 2 november 2009. https://web.archive.org/web/20091102112417/http://earthquake.usgs.gov/earthquakes/world/most_destructive.php. (Earthquakes with 50,000 or More Deaths). United States Geological Survey.
8. ↑  Faktakalendern 2000 – 1993 (Sverige), 1999
9. ↑  ”Nobelpriset”. https://www.nobelprize.org/prizes/lists/all-nobel-prizes/. Läst 10 april 2011.